# CamStudio
CamStudio — бесплатная утилита с открытым исходным кодом для захвата видео с рабочего стола и записи в файл AVI, MP4 или SWF (флеш). Применяется для создания видеопрезентаций или обучающих курсов по использованию программного обеспечения.

## История
Первоначально CamStudio был выпущен компанией RenderSoft в 2001 году. В 2003 году компания была приобретена корпорацией eHelp, владевшей конкурирующим продуктом под названием RoboDemo (теперь он называется Adobe Captivate). Корпорация eHelp выпустила обновлённую версию CamStudio 2.1 под собственной лицензией программного обеспечения. В ней было исправлено несколько ошибок, а самое главное — исключена возможность создания SWF. Затем развитие CamStudio 2.0 (последняя версия с открытым исходным кодом) как бесплатной программы было возобновлено, и в сентябре 2007 года была выпущена CamStudio 2.5 Beta 1. Соответственно, был произведен ребрендинг в открытое программное обеспечение. В настоящее время проект ищет разработчиков.

## Возможности
Программа имеет следующие преимущества:
- захват всего экрана, окна или выделенной части[5].
- поддержка любых кодеков, установленных в системе (по умолчанию используется Microsoft Video 1[англ.]);
- выбор формата записи;
- поддержка веб-камер;
- запись со звуком;
- замена стандартного курсора.

## Критика
Программа имеет следующие недостатки:
- отсутствует таймер перед записью;
- не поддерживает загрузку на видеосервисы;
- не может создавать скриншоты;
- нет русскоязычного интерфейса.

### Вирус
В августе 2016 года анализ VirusTotal показал, что 3 из 54 антивирусов, в числе которых Dr.Web, обнаружили в установочном файле вредоносную программу installCore. В феврале 2017 года число антивирусов, обнаруживших вредоносное ПО, увеличилось до 31 из 55, однако через месяц сократилось до 17 из 60.